# 蘇荘駅
蘇荘駅（そそうえき）とは中華人民共和国北京市房山区に位置する北京地下鉄房山線の駅である。

## 駅構造
- 相対式ホーム2面2線を有する高架駅。

## 歴史
- 2010年12月30日 - 開業。

## 隣の駅
北京地下鉄
■房山線
閻村東駅 - 良郷南関駅 - 蘇荘駅